# Whitechapel
Whitechapel è un quartiere dell'area orientale di Londra, nel borgo londinese di Tower Hamlets. 

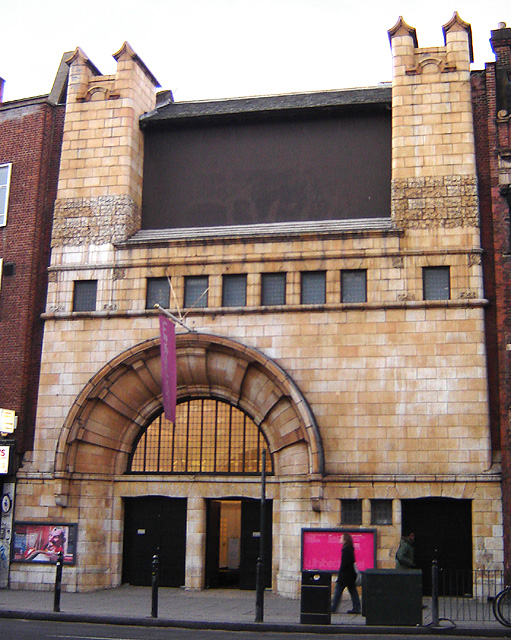
La facciata maiolicata della rinnovata Galleria d'Arte di Whitechapel

Si trova ai confini della City, di cui Whitechapel High Street fa parte nel suo tratto iniziale. Whitechapel è considerato il cuore dell'East End, quella zona che ha sempre rappresentato l'anima popolare della Londra vittoriana, simmetrica, rispetto alla City, al West End che corrisponde a Westminster.

## Storia

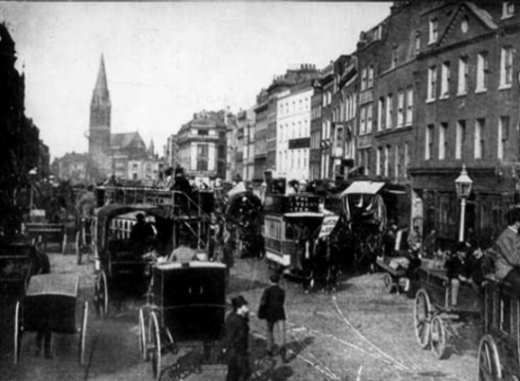
Whitechapel nel 1905

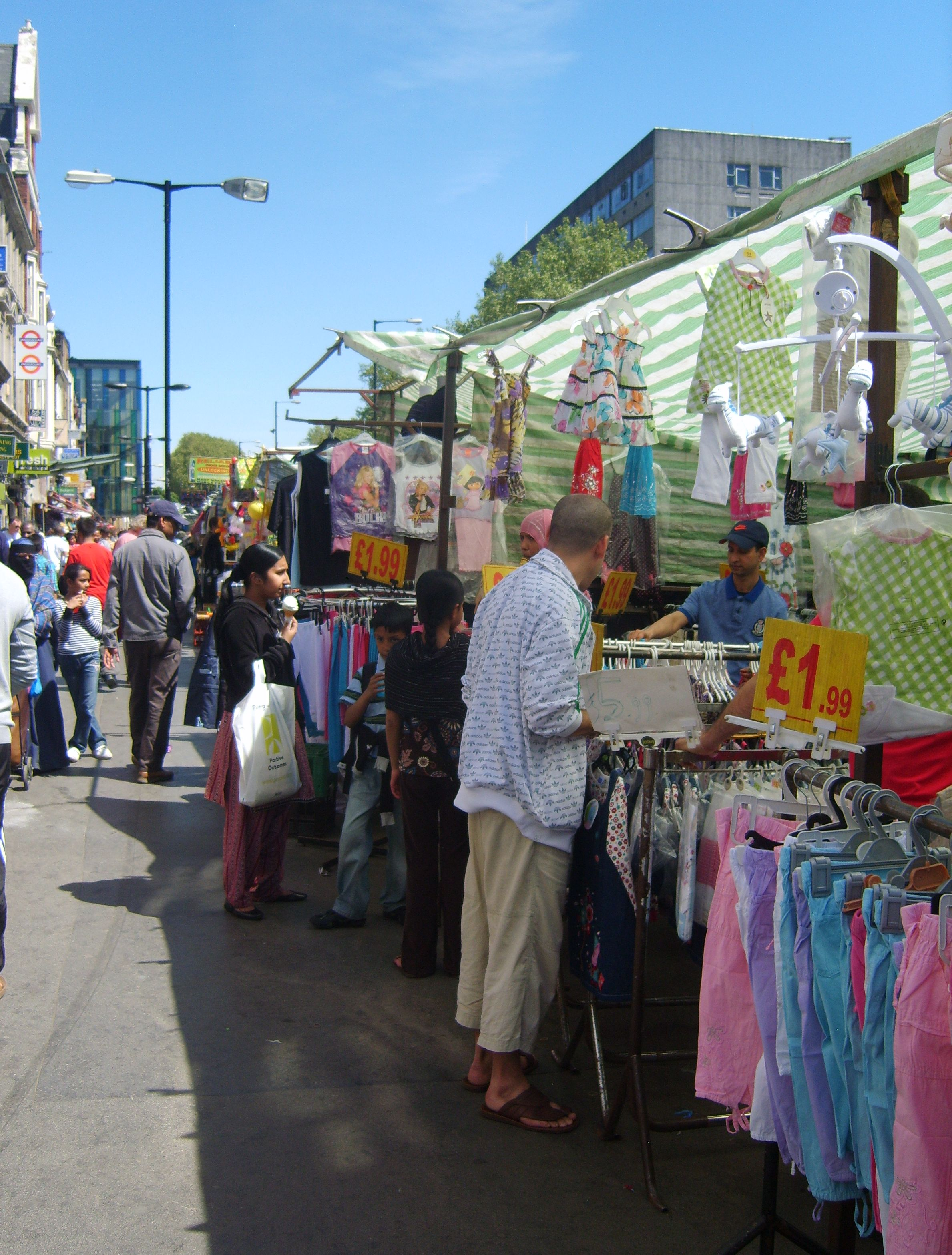
Il mercato di Whitechapel.

Il nome del quartiere proviene da una piccola cappella bianca dedicata alla Vergine. Il primo curatore di questo santuario, già nel 1329, fu Hugh de Fulbourne. Nove anni dopo il santuario divenne una vera e propria chiesa intitolata, per ragioni sconosciute, ad una Santa Maria Matfelon. Il complesso fu poi distrutto dai bombardamenti della Seconda guerra mondiale ed il suo impianto, insieme al cimitero una volta annessole, sono ora un giardino pubblico sul lato meridionale di Whitechapel Road.
Whitechapel High Street e Whitechapel Road formano un tratto dell'attuale A11, e in antichità costituivano la parte iniziale della via romana che collegava Londinium con Colchester (Castra) partendo da Aldgate. In tempi successivi, la strada offrì un numero sempre più alto di stazioni postali (coaching inns) dove far alloggiare i numerosi viaggiatori che arrivavano in città.
Il quartiere iniziò successivamente ad estendersi con altre edificazioni nella seconda metà del XVI secolo, fino a dar vita all'"est", contrapposto all'"ovest" di Westminster.
Ubicata così a est di Aldgate, fuori dalle mura cittadine e "amministrativamente fuori legge", Whitechapel inizio ad attrarre anche le attività meno "nobili" della manifattura cittadina, quali concerie, birrifici, mattatoi e fonderie (inclusa la famosa Whitechapel Bell Foundry ove più tardi venne fusa la "Campana della Libertà" di Filadelfia oltre al Big Ben di Londra).
Nel 1680, il rettore di Santa Maria Matfellon di Whitechapel, reverendo Ralph Davenant, lasciò in eredità un fondo per l'educazione di quaranta ragazzi e trenta ragazze della parrocchia, creando così l'embrione del Davenant Centre oggi ancora in vita nonostante la Davenant Foundation School abbia lasciato nel 1966 Whitechapel per trasferirsi a Loughton.
Verso il 1840 Whitechapel, insieme a Wapping, Aldgate, Bethnal Green, Mile End, Limehouse, Bow, Bromley-by-Bow, Poplar, Shadwell e Stepney venne a costituire quell'agglomerato conosciuto popolarmente come East End, caratterizzato da una classe sociale di contadini immigrati dalle campagne per ingrossare le file degli operai delle piccole industrie della zona e marcato da uno squallore urbano osservabile nella forma urbis del quartiere, fatto di piccole strade e corti interne, malfamate ed estremamente degradate, piene di barboni e prostitute.

## Luoghi d'interesse

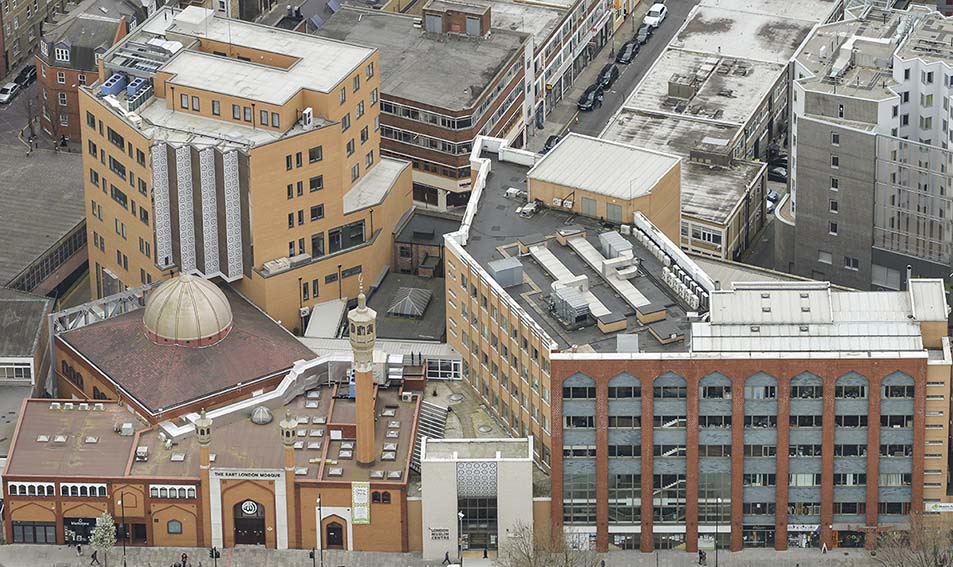
Moschea di East London, la prima moschea dell'UE che ha avuto il permesso di trasmettere l'adhān.

Sulla medesima strada insiste il settecentesco Royal London Hospital che ha avuto, tra gli altri, in cura nei propri locali Joseph Carey Merrick (1862-1890), il famoso Elephant Man, già residente nella stessa strada ed assurto, suo malgrado, a fenomeno da baraccone per la gente del posto.
Vi si trova anche la Moschea di East London, una delle più grandi dell'Europa, con dietro di sé una sinagoga ebraica a servizio della ormai ridotta comunità israelitica del quartiere, una volta numerosissima e arrivata in fuga dai pogrom dell'Europa Orientale e poi spostatasi in altri quartieri dopo le distruzioni della Seconda guerra mondiale.
Ospiti illustri del quartiere sono stati anche gli esiliati politici o religiosi di altre nazioni, personalità quali Karl Marx e Giuseppe Mazzini e una grande comunità ugonotta francese.
A Whitechapel si trova Freedom Press, la casa editrice anarchica più antica d'Inghilterra fondata da Pëtr Kropotkin.

## Trasporti
Le stazioni della metropolitana che servono il quartiere sono Aldgate East, Whitechapel e Shoreditch quest'ultima lungo Brick Lane, cuore del quartiere e sede del grande mercato domenicale.

## Cronaca
Whitechapel è famosa per i delitti avvenuti nell'autunno del 1888, attribuiti ad uno sconosciuto assassino soprannominato Jack lo squartatore.